# San Miguel Tlacotiopa
San Miguel Tlacotiopa är en ort i Mexiko.   Den ligger i kommunen Calcahualco och delstaten Veracruz, i den sydöstra delen av landet, 200 km öster om huvudstaden Mexico City. San Miguel Tlacotiopa ligger 2 792 meter över havet och antalet invånare är 430.
Terrängen runt San Miguel Tlacotiopa är bergig västerut, men österut är den kuperad. Runt San Miguel Tlacotiopa är det ganska tätbefolkat, med 90 invånare per kvadratkilometer. Närmaste större samhälle är Heroica Coscomatepec de Bravo, 17,3 km öster om San Miguel Tlacotiopa. I omgivningarna runt San Miguel Tlacotiopa växer i huvudsak blandskog.